# 大橋光夫
大橋 光夫（おおはし みつお、1936年（昭和11年）1月18日 - ）は、日本の実業家。昭和電工（現：レゾナック・ホールディングス）社長、会長を務めた。公益財団法人日本台湾交流協会会長。慶應義塾評議員。国民政治協会会長。
父は政治家で労相や運輸相を務めた大橋武夫、祖父は元首相の濱口雄幸、富士銀行元頭取の岩佐凱実は義父。

## 経歴
東京に生まれる。東京教育大学附属中学校・高等学校（現・筑波大学附属中学校・高等学校）を経て、1955年に慶應義塾大学経済学部経済学科に入学。
同大学を卒業後は三井銀行に就職したが、3年足らずで退職、1961年12月に昭和電工に入社する。
入社直後の1962年、昭和電工が八幡製鐵、カイザー・アルミニウムと合弁で設立する「スカイ・アルミニウム」計画のため、米国に派遣される。
本社に復帰後は石油化学部門を担当、1988年に総合企画部長となる。1989年取締役総合企画部長。バブル景気崩壊後の経済低迷の中では、1993年に常務取締役となり、多角経営が一般的な化学業界では異例となるポリスチレン部門の旭化成への売却を指揮した。1995年専務取締役。1997年の代表取締役社長就任後も「選択と集中」を進め、中期経営計画を前倒しで達成した2005年3月期決算を前に退任、1月に代表取締役会長となった。2007年から取締役会長、2010年から相談役、2014年から最高顧問。
現場引退後も、石油化学工業協会会長や日本化学工業協会会長、中外製薬やみずほフィナンシャルグループ社外取締役を務めた。
2011年6月、日本と台湾間実務関係を維持するために設立された特殊な性格を有する団体である公益財団法人日本台湾交流協会会長に就任。

## 系譜
- 濱口氏

```
　　　　　　　　昭和天皇━━━明仁上皇
　　　　　　　　　　　　　　　　┃
　　　　　　　　　　　　　　┏美智子
　　　　　　　正田英三郎━━┫
　　　　　　　　　　　　　　┗正田巌
　　　　　　　　　　　　　　　　┃
　　　　　　　　　　　　　　　┏淑
　　　　　小林和介━━直　　　┃　　
　　　　　　　　　　　┣━━━╋宏
濱口雄幸　　　　┏濱口雄彦　　┃
　　┃　　　　　┃　　　　　　┗幸
　　┃　　　　　┃
　　┣━━━━━╋富士　　　　┏大橋宗夫
　　┃　　　　　┃　┣━━━━┫
　　夏　　　　　┃大橋武夫　　┗大橋光夫
　　　　　　　　┃
　　　　　　　　┗濱口巌根　　┏郁子
　　　　　　　　　　　┣━━━┫
　　　　　　　　　　　稜　　　┗英子
　　　　　古沢潤一　　　　　　　┃
　　　　　　　┣━━━━━━古沢義文　　　　　　　　
　　　　　┏百合子　　　　
鳩山一郎━┫　
　　　　　┗鳩山威一郎　　

```